# Nordsjælland (dokumentarfilm)
Nordsjælland er en dansk dokumentarisk optagelse produceret Nordisk Films Kompagni i 1909.

## Handling
Ved sø (Esrum?). Fredensborg slot. Damer i slotsparken. Flere billeder fra søbred. Tog kører over bro. Stærkt blæsevejr, skum på bølgerne. Herefter følger 30 meter film fra en fos eller elv i Norge eller Sverige. Søbred. Strandkant. Søndagsgæster ved stranden, der soppes. Bådfart på kanal. Sandsynligvis ved Frederiksdal og måske Furesø og Lyngby Sø. Natur.